# Tandläkarlegitimation
Tandläkarlegitimation utfärdas av Socialstyrelsen till person som med godkänt resultat genomgått tandläkarutbildning vid universitet eller högskola.
Tandläkarutbildningen kräver 5 års heltidsstudier och ges i Sverige vid Karolinska Institutet, Göteborgs universitet, Umeå universitet samt Malmö universitet.
Tidigare krävdes, likt för läkarna, en period som AT-tandläkare, något som togs bort av landstingen under 1990-talet. Påtryckningar för att återinföra AT-tjänstgöringen har framförts av landstingen, men nekats av universiteten då de ansett att landstingen velat ha billig arbetskraft i tider av besparingar.